# Dysdaemonia boreas
Dysdaemonia boreas — вид павлиноглазок из подсемейства Arsenurinae.

## Распространение
Dysdaemonia boreas встречается от Мексики до Суринама и Французской Гвианы

## Галерея

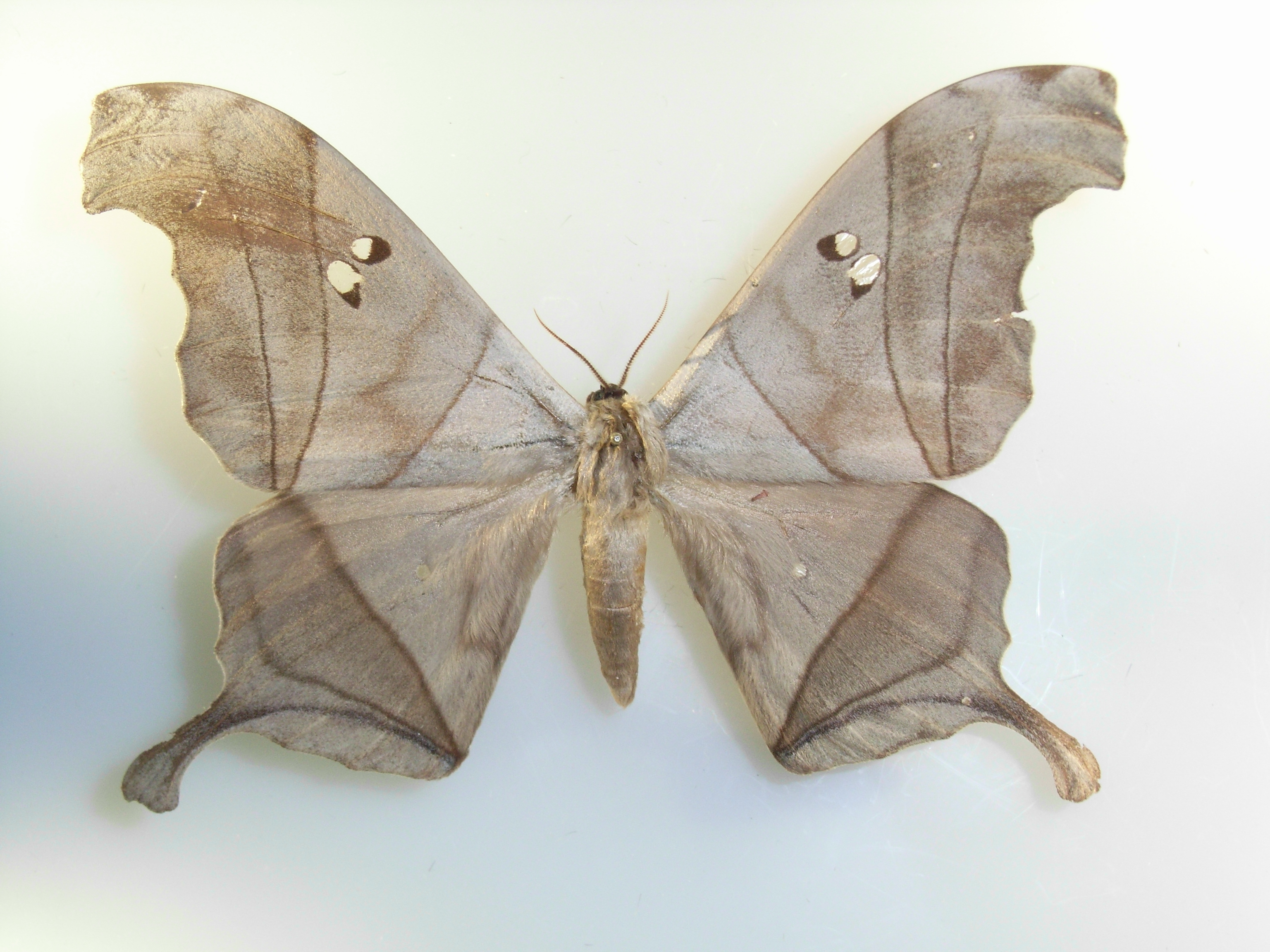
Самец